# Семёновка (Коростышевский район)
Семёновка (укр. Семенівка) — село на Украине, основано в 1929 году, находится в Коростышевском районе Житомирской области.
Население по переписи 2001 года составляет 59 человек. Почтовый индекс — 12500. Телефонный код — 4130. Занимает площадь 0,431 км².

## Адрес местного совета
12536, Житомирская область, Коростышевский р-н, с.Здвижка